# انی (افغانستان)
انی (به لاتین: Onay) یک منطقهٔ مسکونی در افغانستان است که در ولایت هلمند واقع شده‌است.